# Historikerpreis der Stadt Münster
Der Historikerpreis der Stadt Münster ist ein Wissenschaftspreis, der 1978 von der Stadt Münster aus Anlass der 330-Jahr-Feier des Westfälischen Friedens gestiftet wurde. Mit ihm werden seit 1981 Lebenswerke oder „herausragende Werke der Geschichtswissenschaft“ ausgezeichnet. Seit Februar 2023 trägt er die Bezeichnung Historiker*innenpreis der Stadt Münster.
Seit dem Jahr 2017 wird außerdem ein mit 3000 Euro dotierter Förderpreis für junge Historiker*innen vergeben.
Der Rat der Stadt hat im Dezember 2021 beschlossen, den Preis 2023 im Rahmen der Feierlichkeiten zum 375. Jubiläum des Westfälischen Friedens zum neunten Mal zu verleihen. Das Preisgeld wurde auf 15.000 € festgesetzt. Auch der mit 3.000 € dotierte Förderpreis soll in diesem Zusammenhang erneut verliehen werden.

## Preisträger

### Hauptpreis
- 1981 Gordon A. Craig, Doyen der US-amerikanischen Geschichtswissenschaft und Deutschlandkenner
- 1984 Thomas Nipperdey, für seine dreibändige Deutsche Geschichte und seine Studien zur Religionsgeschichte
- 1988 Hans-Peter Schwarz, für seine Forschungen zur Geschichte der Bundesrepublik Deutschland in der Ära Konrad Adenauers
- 1993 Jacques Le Goff, für seine Studien über die Geburt Europas im Mittelalter
- 1998 Konrad Repgen, für die Erforschung der Geschichte Deutschlands und Europas vom Zeitalter der Reformation bis zur Gegenwart
- 2003 Reinhart Koselleck, für seine grundlegenden Studien zur Begriffsgeschichte und Sensibilisierung für die Instrumentalisierbarkeit von politischer Sprache
- 2009 Henryk Samsonowicz, für einen „europäischen Intellektuellen und herausragenden Vertreter der zeitgenössischen polnischen Geschichtswissenschaft,“ der „in den 80er Jahren maßgeblichen Anteil am Erfolg der Solidarność-Bewegung“ gehabt habe.
- 2017 David Nirenberg, für die Forschungen zu seinem Werk „Anti-Judaismus. Eine Geschichte des westlichen Denkens“[2]
- 2023 Ute Daniel, für ihr breitgefächertes Werk, ihre Beiträge zur methodischen Weiterentwicklung der Geschichtswissenschaft sowie das hohe Maß an Originalität und Innovation ihrer Forschung[3]

### Förderpreis
- 2017 Philipp Erdmann, für seine Arbeit zur Entnazifizierung in Münster
- 2023 Benedikt Neuwöhner, für seine Dissertation über die britische Rheinlandbesatzung (1918–1926); eine nicht dotierte Sonderauszeichnung erhält Julia Bühner für ihre Dissertation „Neue Welten. Eine andere Völkerrechtsgeschichte der Eroberung der Kanarischen Inseln (1402 – 1496)“[4]